# Formaggini Károly
Formaggini Károly (Reichenberg, 1944. május 13. – 2018. november 8.) labdarúgó, hátvéd.

## Pályafutása
1966–1977 között a Dunaújvárosi Kohász labdarúgója volt. Az élvonalban 1966. március 13-án mutatkozott és 157 mérkőzésen szerepelt, amelyen öt gólt szerzett.